# ブーゲンビリア (Coccoのアルバム)
『ブーゲンビリア』は、1997年5月21日にリリースされたCoccoの1枚目のアルバム。

## 解説
- Dr.StrangeLoveの根岸孝旨がプロデュースを担当している。
- ジャケットにはCocco自ら描いたブーゲンビリアの絵が使用されている。
- Cocco自身が作詞・作曲した曲はすべて平仮名で「こっこ」とクレジットされており、このアルバムがリリースされた後の曲でも同様に平仮名でクレジットされている。2006年に発売されるシングル「音速パンチ」以降は「Cocco」とクレジットされるようになる。
- 「首。」「眠れる森の王子様～春・夏・秋・冬～」「SING A SONG〜NO MUSIC, NO LIFE〜 」はすべてインディーズ時代のシングル「Cocko」に収録されていた曲。ただし、シングルのものとは異なる音源である。なお、このうち「眠れる森の王子様～春・夏・秋・冬～」のみ、シングル収録の音源がベストアルバム『ベスト+裏ベスト+未発表曲集』の初回限定盤に収録されている。
- アルバムの帯に書かれているキャッチコピーは「朱く腫れあがる愛の歌」
- hideが本作を1997年のベストアルバムに挙げており、「私の中のブッチギリはCocco。サウンドにも声にもヤラれちゃったけど、この人の歌を聴くにつけ『あー日本人に生まれてて、よかった』と思いました」と絶賛している[1]。
- 本作収録の「SING A SONG ～NO MUSIC, NO LIFE～」は2004年に、Coccoが参加したバンド「こっこちゃんとしげるくん」（のちのSINGER SONGER）でリメイクされた。

## 収録曲
| 全作詞: こっこ。 |                                        |        |          |          |      |
| #                | タイトル                               | 作詞   | 作曲     | 編曲     | 時間 |
| 1.               | 「首。」                               | こっこ | 柴草玲   | 根岸孝旨 | 4:18 |
| 2.               | 「カウントダウン」                     | こっこ | こっこ   | 根岸孝旨 | 4:14 |
| 3.               | 「走る体」                             | こっこ | 根岸孝旨 | 根岸孝旨 | 4:20 |
| 4.               | 「遺書。」                             | こっこ | 成田忍   | 根岸孝旨 | 5:32 |
| 5.               | 「Rain Man」                           | こっこ | こっこ   | 根岸孝旨 | 3:09 |
| 6.               | 「ベビーベッド」                       | こっこ | こっこ   | 根岸孝旨 | 4:08 |
| 7.               | 「SING A SONG〜NO MUSIC, NO LIFE〜」   | こっこ | こっこ   | 根岸孝旨 | 4:20 |
| 8.               | 「がじゅまるの樹」                     | こっこ | こっこ   | 根岸孝旨 | 3:17 |
| 9.               | 「眠れる森の王子様〜春・夏・秋・冬〜」 | こっこ | 根岸孝旨 | 石田小吉 | 5:47 |
| 10.              | 「やわらかな傷跡」                     | こっこ | こっこ   | 根岸孝旨 | 5:19 |
| 11.              | 「ひこうきぐも」                       | こっこ | こっこ   | 根岸孝旨 | 3:48 |
| 12.              | 「星の生まれる日。」                   | こっこ | こっこ   | 根岸孝旨 | 5:03 |

## 演奏
- 向山テツ：Drums (#1.2.3.4.9.10)
- 根岸孝旨
  - Bass (#1.2.3.4.6.7.9.10.11)
  - Synthesizer (#4.12)
  - Acoustic Guitar (#5.6)
  - Electric Guitar (#6)
  - Piano Solo (#12)
  - Chorus (#3.4.7.10)
- 堀越信泰
  - Electric Guitar (#1.2.3.4.7)
  - Acoustic Guitar (#4.7.10.11)
- 金原千恵子：Violin (#1)
- 志賀恵子：Violin (#1)
- 井野辺大輔：Viola (#1)
- 笠原あやの：Cello (#1)
- 村山達哉：Strings Arrangement & Conduct (#1)
- 渡辺等
  - Cello (#2.6)
  - Mandolin (#10)
- 武藤裕生：Violin (#2)
- 柴草玲：Acoustic Piano (#2)
- ホッピー神山：Synthesizer, Acoustic Piano, Tapes, Noiz Violin, Gram Pot (#3)
- 白井良明：Electric Guitar (#4.10)
- 岸利至：Synthesizer, Programming (#4)
- 梅崎俊春：Synthesizer, Programming (#6.7.10.12)
- 柴田俊文：Synthesizer (#7.10)
- 前田康美、新居昭乃、上野新：Chorus (#7)
- テーラー寺田：Chorus (#7.12)
- 大石真理恵：Marimba (#8)
- ポッキー苺・つぶつぶ反対：Tambourine (#8)
- 乳無し隊1号 (隊長)：Soprano Recorder (#8)
- 出雲麻紀子：Original Arrangement (#8)
- 石田小吉：Electric Guitar, Programming (#9)
- 佐橋佳幸：Acoustic Guitar (#11)
- 手代木克仁：Original Arrangement (#11)
- 難波弘之：Synthesizer (#12)
- ポカホンタス：Chorus (#12)